# Lica

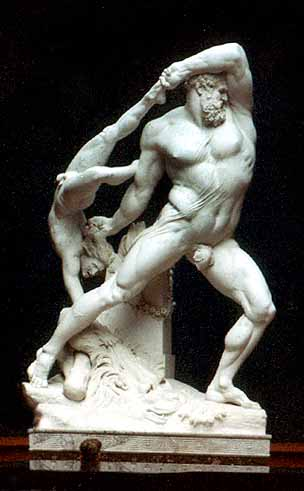
Ercole e Lica, scultura di Antonio Canova

Lica (in greco Λίχας?) era il nome di uno degli araldi di Eracle nella mitologia greca.

## Il mito
Eracle inviò il suo giovane araldo Lica a Eraclea Trachinia affinché recuperasse una veste prodigiosa. Ebbe da Deianira la veste intrisa dal sangue di Nesso: la donna pensava ad essa come un potente filtro d'amore, avendo creduto alle parole di Nesso moribondo. In realtà l'unguento di cui era intrisa la veste era avvelenato con il sangue dell'Idra di Lerna. Deianira se ne accorse osservando bene una sola goccia caduta a terra; a quel punto cercò di avvertire in tempo il suo amato del pericolo imminente. Ma Eracle indossò la veste, venendo quindi travolto da un dolore insopportabile, che l'avrebbe accompagnato poi fino alla morte. Egli pensò che il giovane Lica lo avesse avvelenato, così lo prese e lo scagliò giù dal promontorio.
Altri invece narravano una diversa fine di Lica. Ovidio ad esempio racconta di come egli venne scagliato nel mare d'Eubea, e da lì venne tramutato in roccia.

Una leggenda dice che Lica si sia diviso in mille pezzi che hanno creato tutte le isole che si trovano sul mar Egeo.

## Omonimia
Questo Lica non va confuso con il giovane latino omonimo citato nel libro X dell'Eneide che prende parte alla guerra contro Enea sbarcato nel Lazio dopo la caduta di Troia.